# Justin Malfeyt
Justin Prudent François Marie Malfeyt (* 21. Juni 1862 in Brügge, Belgien; † 26. Dezember 1924 in Ixelles, Belgien)  war ein belgischer General. Er diente zunächst für den belgischen König Leopold II. im Kongo-Freistaat und war vor dem Ersten Weltkrieg Vizegeneralgouverneur von Belgisch-Kongo. Nach Kriegsende amtierte er als erster Hochkommissar des neu eroberten Gebietes Ruanda-Urundi im ehemaligen Deutsch-Ostafrika.

## Biografie
Malfeyt war der Sohn von François Malfeyt, einem Musikmeister niederländischer Herkunft, und Marie Joséphine Vandevelde.
1877 trat er in das Pionierregiment der belgischen Armee ein und wurde im April 1883 zum Sous-lieutenant Payeur (deutsch etwa: Zahlmeister-Leutnant) im 1er Régiment des Guides befördert.
In der Folge verbrachte er fast seine gesamte militärische Laufbahn zunächst im Dienst des Freistaats Kongo, dann des Belgisch-Kongos.
Am 16. März 1891 schiffte er sich als Sous-Intendant (stellvertretender Intendant) in den Freistaat Kongo ein. Ursprünglich war geplant, ihm das Kommando über den Tshoa Posten im Bas-Kongo zu geben. Aufgrund gesundheitlicher Probleme musste er allerdings zur Station Boma zurückkehren, deren Leitung er interimistisch übernahm. In dieser Position inspizierte er Posten im District des Cataractes.
Vom 25. Juni 1894 bis zum 6. März 1895 hielt er sich in Belgien auf. Nunmehr zum Intendanten befördert übernahm er hiernach das Kommando über das Gebiet der Stanley Falls. In Stanleyville, wo er wohnte, organisierte Malfeyt Versorgungsgüter für die  Militärexpeditionen zur Bekämpfung der Sklaverei von Francis Dhanis und Josué Henry, die auf die Befriedung des Ostkongos abzielten. Weiterhin sorgte er für die Logistik und organisierte die Kommunikation.
Ende 1897 war er selbst an der Niederschlagung arabischer Aufstandsbewegungen beteiligt, als zwei europäische Einrichtungen niedergebrannt wurden.
Von Juni 1899 bis April 1900 folgte ein weiterer Aufenthalt in Belgien sowie die Beförderungen zum Generalkommissar (commissaire général) und zum Staatsinspektor (Inspecteur d'État). Malfeyt übernahm von Dhanis die Leitung der Ostprovinz des Kongo. Da es in der Region weiterhin sporadisch zu Kämpfen mit arabischen Sklavenhändlern kam, baute Malfeyt in der Folge eine disziplinierte, gut bewaffnete, ausgerüstete und versorgte Militäreinheit auf. Im April 1901 startete die Truppe eine Offensive, genannt Urua-Feldzug, eroberte am 21. Juli Kisala ohne Gegenwehr, scheiterte aber am 4. August bei Malemba angesichts eines stark bewaffneten Feindes. Im August 1901 sammelte Malfeyt seine erneut und traf auf eine große Gruppe Rebellen, die er nach zwei Stunden erbitterten Kampfes besiegen konnte. Hunderte Gewehre sowie große Vorräte an Schießpulver und Munition wurden erbeutet. Am Ende dieser Operationen übernahm Malfeyt das direkte Kommando über die Kivu-Region. Er blieb dort bis Mai 1902 und kehrte dann in sein Basislager bei Stanley Falls zurück. Nachdem er die riesigen Gebiete unter seinem Kommando administrativ neu organisiert hatte, übergab er im Mai 1903 die Verwaltung der Ostprovinz an seinen Nachfolger Adolphe De Meulemeester und kehrte im Oktober 1903 nach Europa zurück.
Im November 1903 ernannte ihn König Leopold II., der auf die internationale Kritik an der Verwaltung des Freistaats Kongo reagierte, zum königlichen Hochkommissar (haut-commissaire royal). Er wurde damit dafür verantwortlich, Beschwerden der Einheimischen im Zusammenhang mit Missbrauch durch die Kolonialmacht aufzunehmen. Im Februar 1904 kehrte Malfeyt für eine Inspektionsreise in den Kongo zurück und besuchte die Distrikte Equateur, Bangalas, Kasai und Kwango.

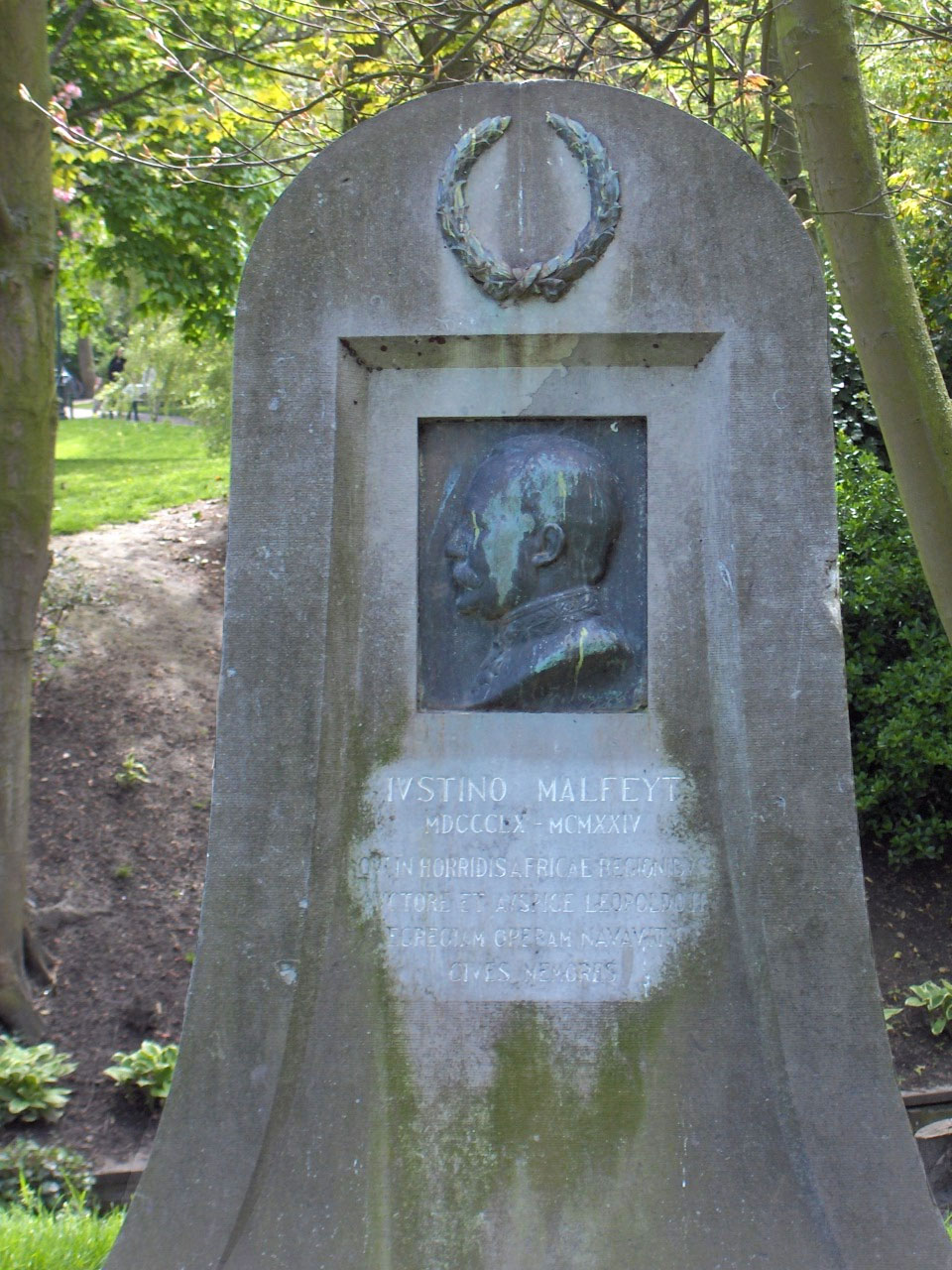
Justin-Malfeyt-Denkmal im Leopoldpark, Ostende.

Es folgten weitere Aufenthalte und Inspektionen im Kongo. 1909 wurde er zum Oberstleutnant befördert und begleitete den späteren König Albert I. bei seinem Besuch in der neuen belgischen Kolonie, die 1908 als Nachfolge des Freistaats Kongo proklamiert worden war. Am 13. März 1909 wurde er zum Vizegeneralgouverneur von Belgisch-Kongo und im Oktober 1911 zum Gouverneur von Katanga ernannt.
Als im August 1914 der Erste Weltkrieg ausbrach, befehligte er erneut die Ostprovinz Kongo im Grenzgebiet zu Deutsch-Ostafrika. Er sammelte Truppen und Nachschubgüter, um die von General Tombeur Mitte 1916 geplante Offensive gegen Tabora zu unterstützen. Am 18. Dezember 1916 wurde er zum Oberintendanten der belgischen Armee ernannt. Am 22. November 1916 wurde Justin Malfeyt erster königlicher Hochkommissar der neu eroberten Gebiete in Deutsch-Ostafrika, Ruanda-Urundi (heute: Ruanda und Burundi) und überließ Alexis Bertrand das Kommando über die Ostprovinz. Beim Waffenstillstand im November 1918 wurde er zum General befördert. Er behielt bis Dezember 1919 das Kommando über Ruanda und Burundi. Zurück in Belgien wurde er am 31. März 1921 in den Ruhestand versetzt.
Er starb während einer schweren Operation am 26. Dezember 1924 in Ixelles.

## Ehrungen und Verdienste
Am 8. September 1929 wurde im Léopoldpark in Ostende ein Denkmal eingeweiht, das aus einer Stele des Architekten Paul Jaspar mit der Bronzetafel, einem Werk des Antwerpener Bildhauers Frans Huygelen (1878–1940), besteht.
Malfeyt erhielt die folgenden Auszeichnungen:
- Kommandeur des belgischen Leopoldordens
- Kommandeur des belgischen Kronenordens
- Kommandeur des belgischen Löwenordens;
- Kommandeur des Afrikanischen Sternenordens
- Étoile de Service en 1903 (État indépendant du Congo);
- belgisches Kriegskreuz;